# Neoparrya megarrhiza
Neoparrya megarrhiza là một loài thực vật có hoa trong họ Hoa tán. Loài này được (A. Nelson) W.A. Weber mô tả khoa học đầu tiên năm 1979.